# Тјелинг
Тјелинг (铁岭) град је Кини у покрајини Љаонинг. Према процени из 2009. у граду је живело 346.587 становника.

## Становништво
Према процени, у граду је 2009. живело 346.587 становника.
| 1990.   | 2000.   | 2009    |
| ------- | ------- | ------- |
| 260.335 | 309.812 | 346.587 |